# Чан Хьон Су
У цьому корейському імені прізвище (Чан) стоїть перед особовим ім'ям.
Чан Хьон Су (кор. 장현수, нар. 28 вересня 1991, Сеул) — південнокорейський футболіст, захисник клубу «Токіо» та національної збірної Південної Кореї.

## Клубна кар'єра
У юності грав за команду Університету Енсе.

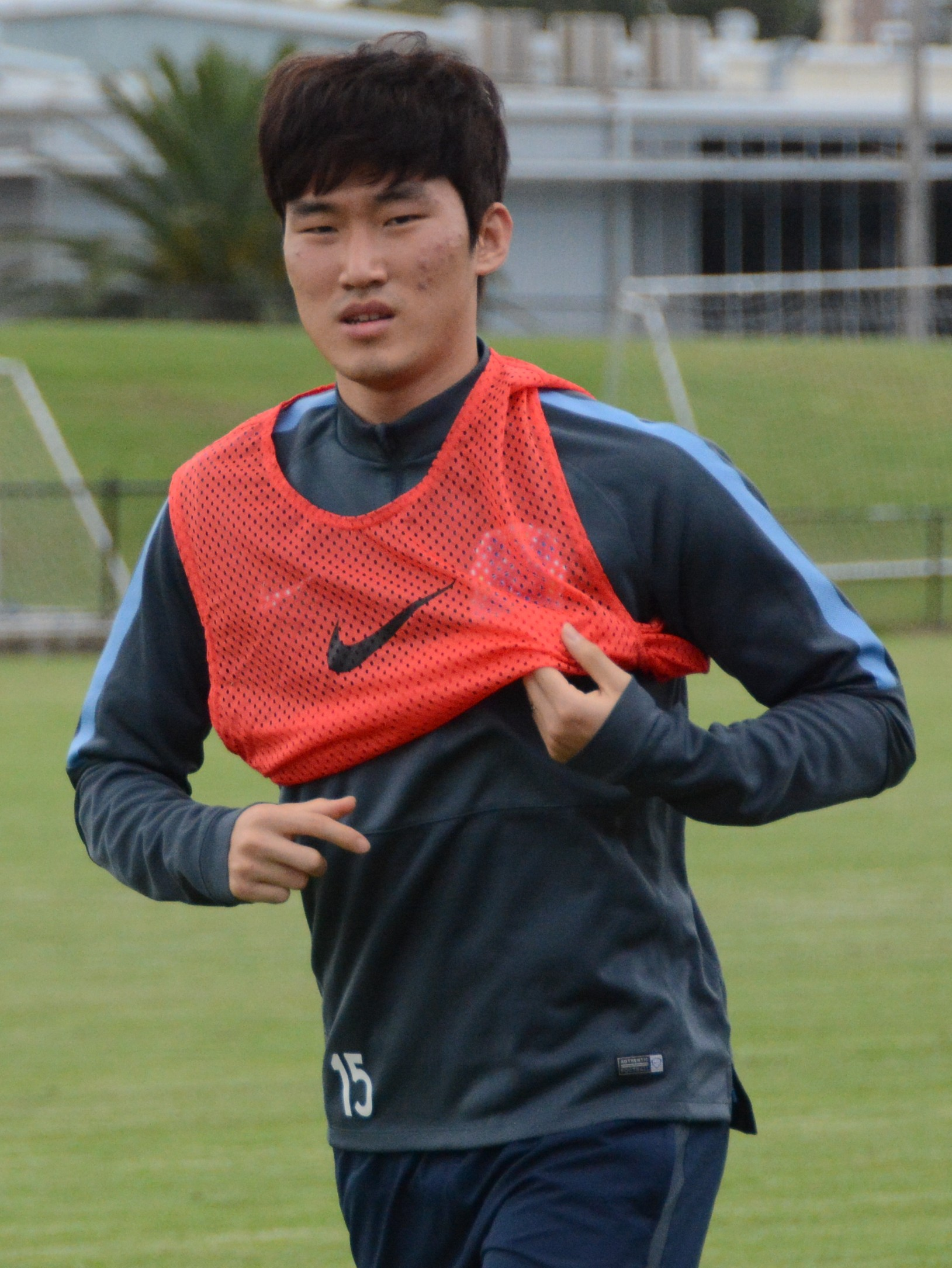
Чан Хьон Су на тренуванні у 2013 році.

У 2012 році перебрався до Японії і почав професійну кар'єру в клубі «Токіо», що виступав у Джей-лізі. Дебютний матч за команду зіграв 6 березня 2012 року проти австралійського «Брисбен Роар» в рамках Ліги чемпіонів АФК, а в чемпіонаті країни дебютував 8 квітня 2012 року в грі проти «Кавасакі Фронтале». 27 жовтня того ж року в грі проти «Консадоле Саппоро» забив свій перший гол в офіційних матчах. За два сезони в японській команді захисник взяв участь у 40 матчах у чемпіонаті країни і забив 4 голи.
На початку 2014 року перейшов у китайський клуб «Гуанчжоу Фулі», де провів три з половиною роки і за цей час відіграв за команду з Гуанчжоу 64 матчі у національному чемпіонаті, після чого у липні 2017 року повернувся в «Токіо».

## Виступи за збірні
2010 року виступав у складі юнацької збірної Південної Кореї, разом з якою став півфіналістом Юнацького (U-19) кубку Азії, кваліфікувавшись на Молодіжний (U-20) чемпіонат світу 2011 року, де зіграв у всіх чотирьох матчах своєї команди і забив гол у ворота малійців. Загалом на молодіжному рівні зіграв у 40 офіційних матчах, забив 7 голів.
У складі олімпійської збірної Південної Кореї у 2014 році став переможцем Азійських ігор, на турнірі взяв участь в семи матчах і забив два голи, а через два роки став учасником футбольного турніру на Олімпійських іграх 2016 року в Ріо-де-Жанейро.
18 червня 2013 року дебютував в офіційних іграх у складі національної збірної Південної Кореї в матчі проти збірної Ірану.
У складі збірної був учасником кубка Азії 2015 року в Австралії, де зіграв у всіх шести матчах і став срібним призером. Також в 2015 році став переможцем Кубка східної Азії, в рамках цього турніру, 5 серпня 2015 року в грі з Японією забив свій перший гол за національну команду. Через два роки він допоміг команді захистити цей титул .
Наступного року поїхав з командою на чемпіонат світу 2018 року у Росії, де був основним гравцем, але його збірна не вийшла з групи.
Наразі провів у формі головної команди країни 53 матчі, забивши 3 голи.

## Досягнення
- Чемпіон Саудівської Аравії (3):

«Аль-Гіляль»: 2019-20, 2020-21, 2021-22
- Володар Королівського кубка Саудівської Аравії (2):

«Аль-Гіляль»: 2019-20, 2022-23
- Володар Суперкубка Саудівської Аравії (1):

«Аль-Гіляль»: 2021
- Переможець Ліги чемпіонів АФК (2):

«Аль-Гіляль»: 2019, 2021
- Володар Кубка Еміра Катару (1):

«Аль-Гарафа»: 2025
Збірні
- Переможець Азійських ігор: 2014
- Володар Кубка Східної Азії: 2015,  2017
- Срібний призер Кубка Азії: 2015